# Branle

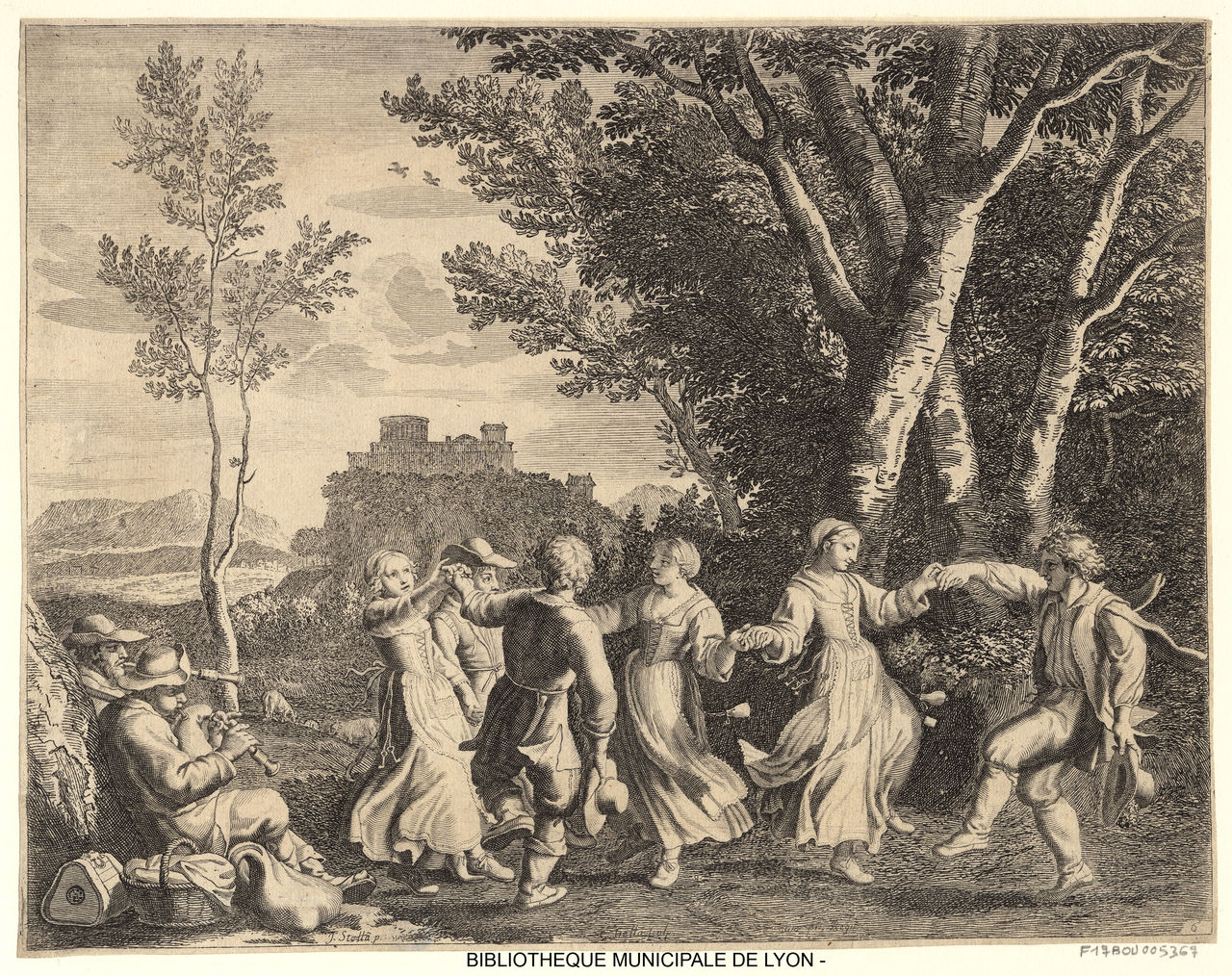
Branle (XVII)

A branle (/ˈbrænəl/ vagy /ˈbrɑːl/; francia kiejtéssel [bʁɑ̃l]), de ismert mint bransle, brangle, brawl, brawle, brall(e), braul(e), illetve brando Olaszországban, és bran Spanyolországban, valamint Skóciában pedig mint brantle.
A branle eredetileg francia népi tánc, mely a mai napig élő néptánc Franciaországban. A 12. század óta ismert, az 1500-as évektől népszerű branle a reneszánsz és barokk korban már udvari táncként is ismert, ugyanakkor számos változatát lejegyezték, a régiónként eltérő tánc hármas és páros lüktetésű is lehet. A branle kifejezés használatos a táncot kísérő zenére is valamint a lépéssorra is.

## Népi tánc
A 12. század óta a branle-t Franciaországban mind a mai napig táncolják. A népi tánc során a táncosok karja egymásba fűződik, a baloldali irányba kezdődő oldallépéses branle-t a zene tempójától függően lépésben, futó- vagy ugrólépésben körtáncként és sortáncként is táncolják.

## Udvari tánc
A branle az 1500-as években a francia udvarban is népszerű lett, a 17. század végére viszont veszített népszerűségéből, többek között a francia udvarban ugyanakkor pantomim játékként is játszották, stilizált táncként pedig Lully koráig virágzott.

## Elterjedése
Shakespeare már az 1500-as évek végén, A lóvá tett lovagok c. vígjátékában említi (Love's Labour's Lost, 3. 1. 7: "Will you win your love with a French brawl?"), az idézetben az Angliában elterjedt formájában brawl-ként említi. A francia udvarban XIV. Lajos uralkodása alatt a 17. században lett népszerű, Angliában pedig II. Károly udvarában. Michael Praetorius is lejegyez branle-t a több mint 300 táncot és szvitet tartalmazó Terpsichore, musarum aoniarum quinta c. gyűjteményében (1612), valamint a francia táncos-koreográfus, Louis-Guillaume Pécour is említi a Danses nouvelles presentees au Roy című 1715 körül íródott művében.

## Újraéledése
- Francis Poulenc is illesztett branle-t az 1935-ben komponált Francia szvitjébe, Bransle de Champagne és Bransle de Bourgogne tételként. (Suite Française, 1935.)
- Igor Stravinsky 1957-ben született Agon c. balettjében szintén találhatunk branle táncbetéteket, (Bransle Simple, Bransle Gay, és Bransle de Poitou).

## Fordítás
Ez a szócikk részben vagy egészben  a    Branle  című angol Wikipédia-szócikk ezen változatának fordításán alapul.  Az eredeti cikk szerkesztőit annak laptörténete sorolja fel. Ez a jelzés csupán a megfogalmazás eredetét és a szerzői jogokat jelzi, nem szolgál a cikkben szereplő információk forrásmegjelöléseként.